# Liten baronmossa
Liten baronmossa (Anomodon longifolius) är en bladmossart som beskrevs av C. J. Hartman 1838. Liten baronmossa ingår i släktet baronmossor, och familjen Thuidiaceae. Arten är reproducerande i Sverige. Inga underarter finns listade i Catalogue of Life.

## Bildgalleri

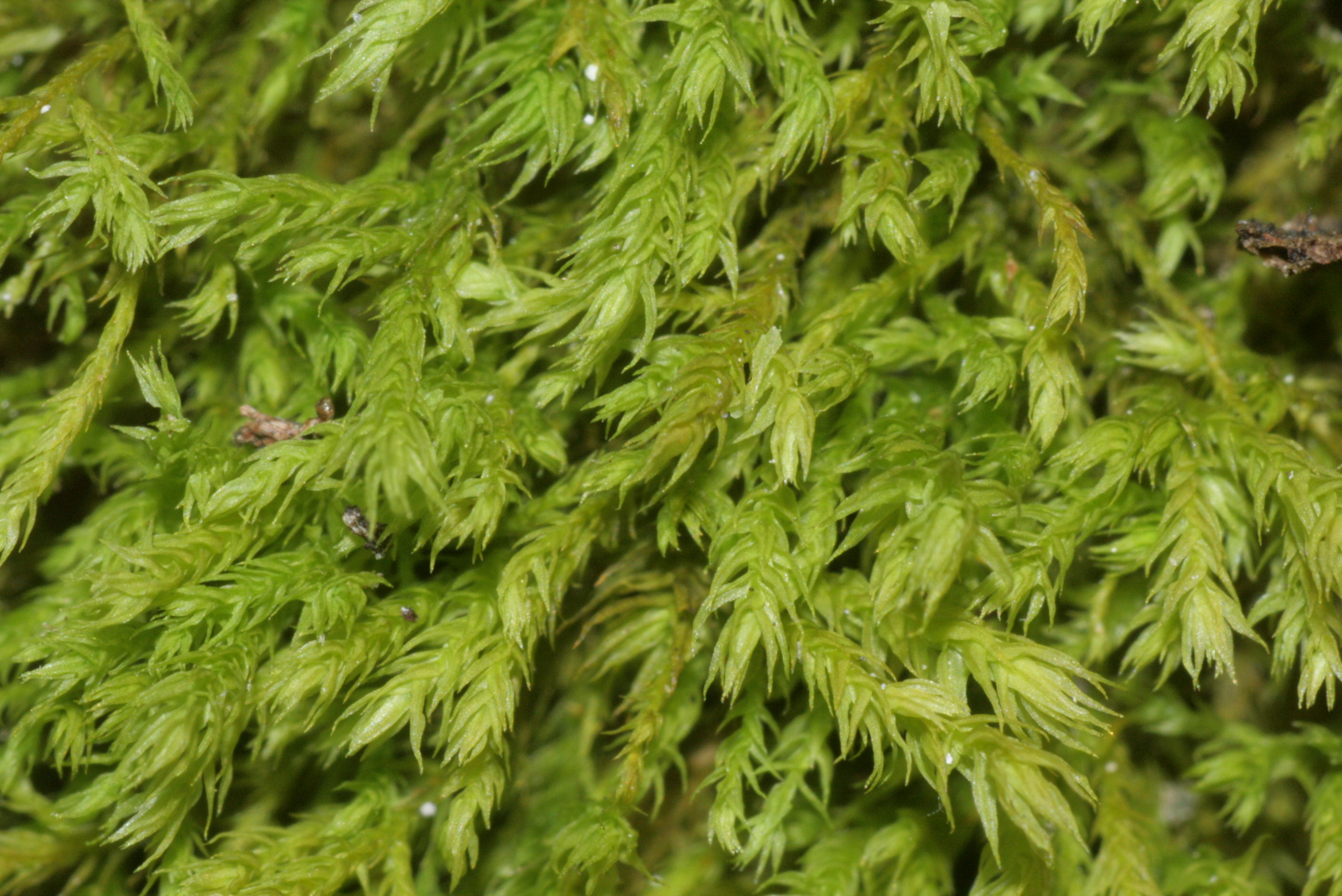
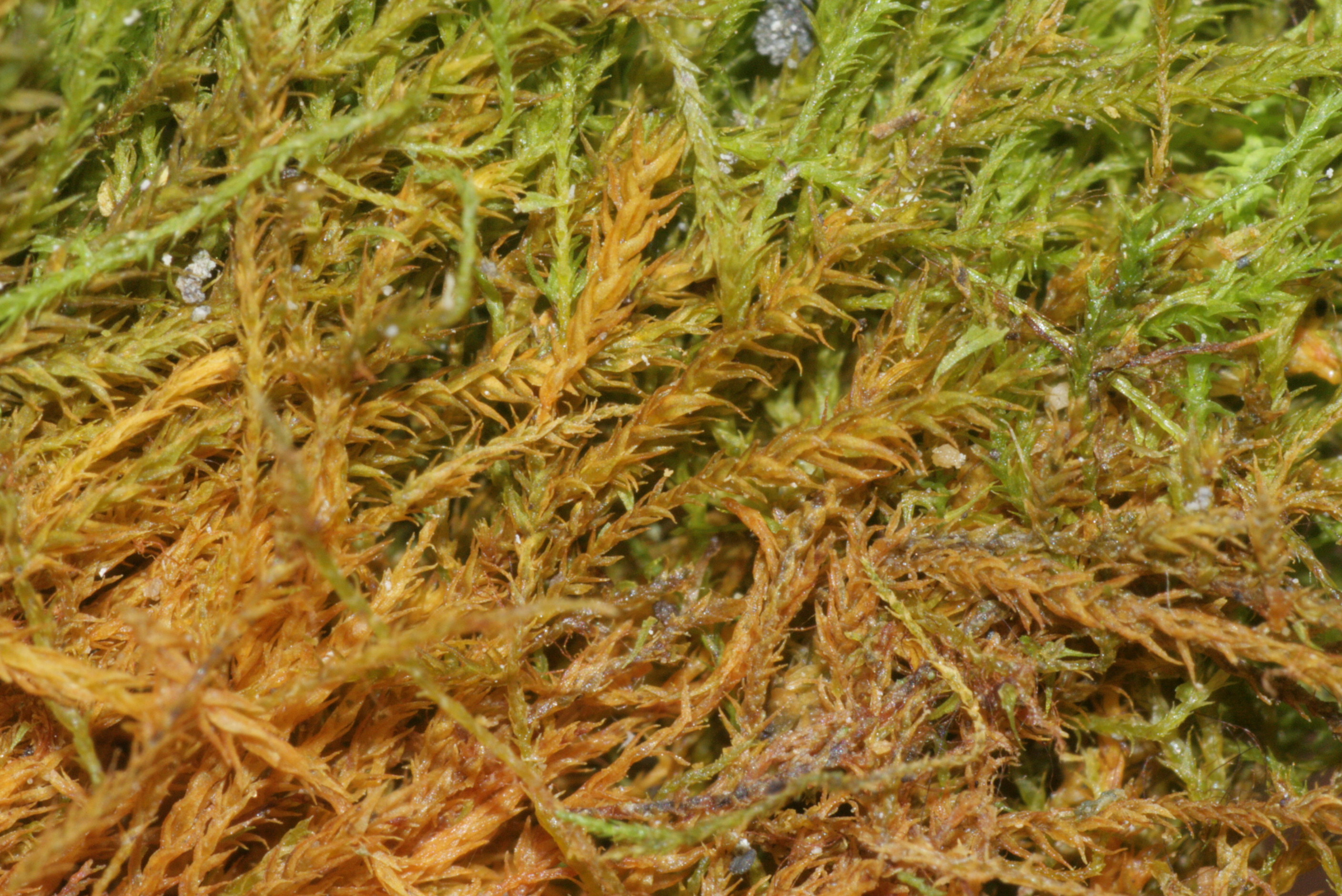
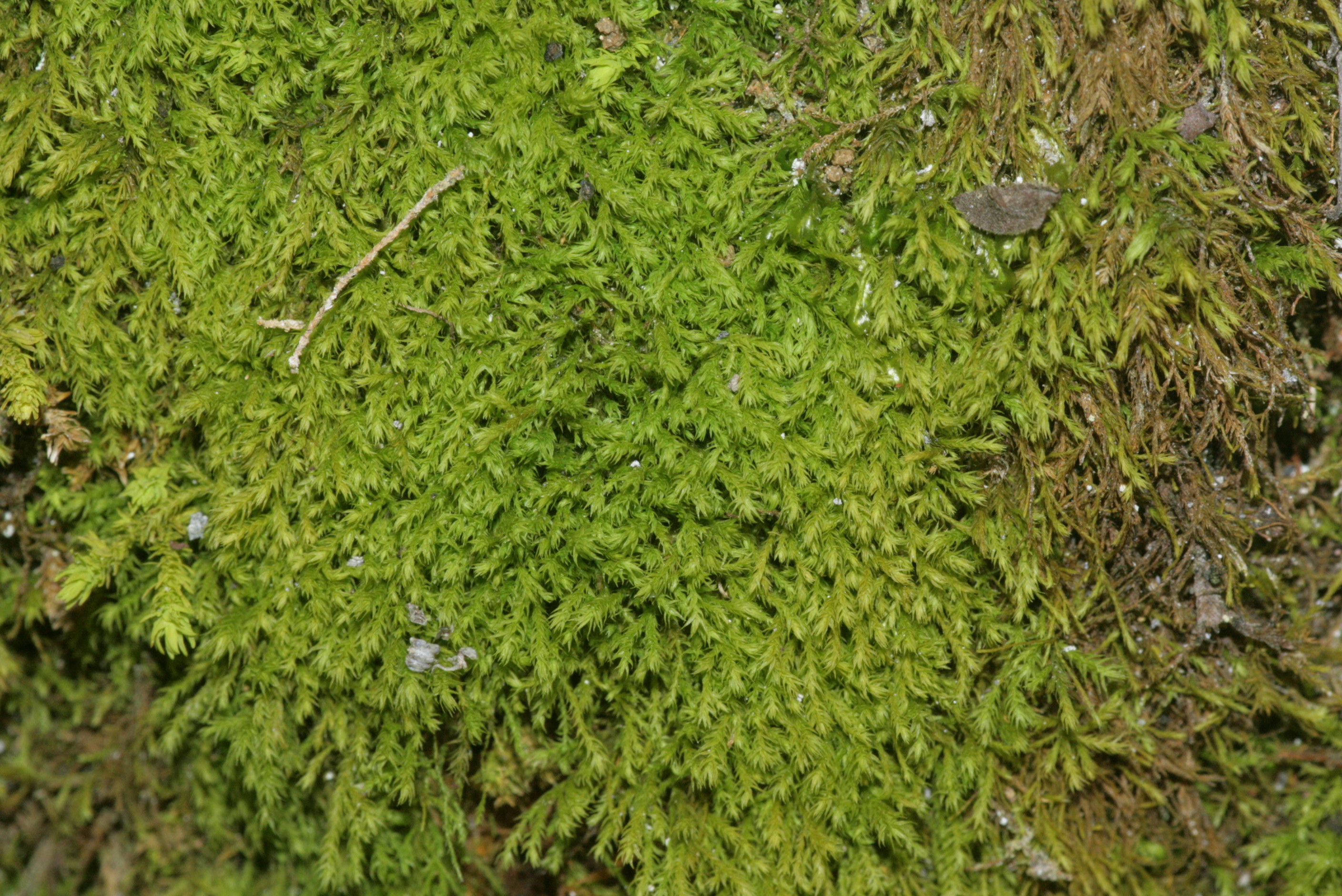
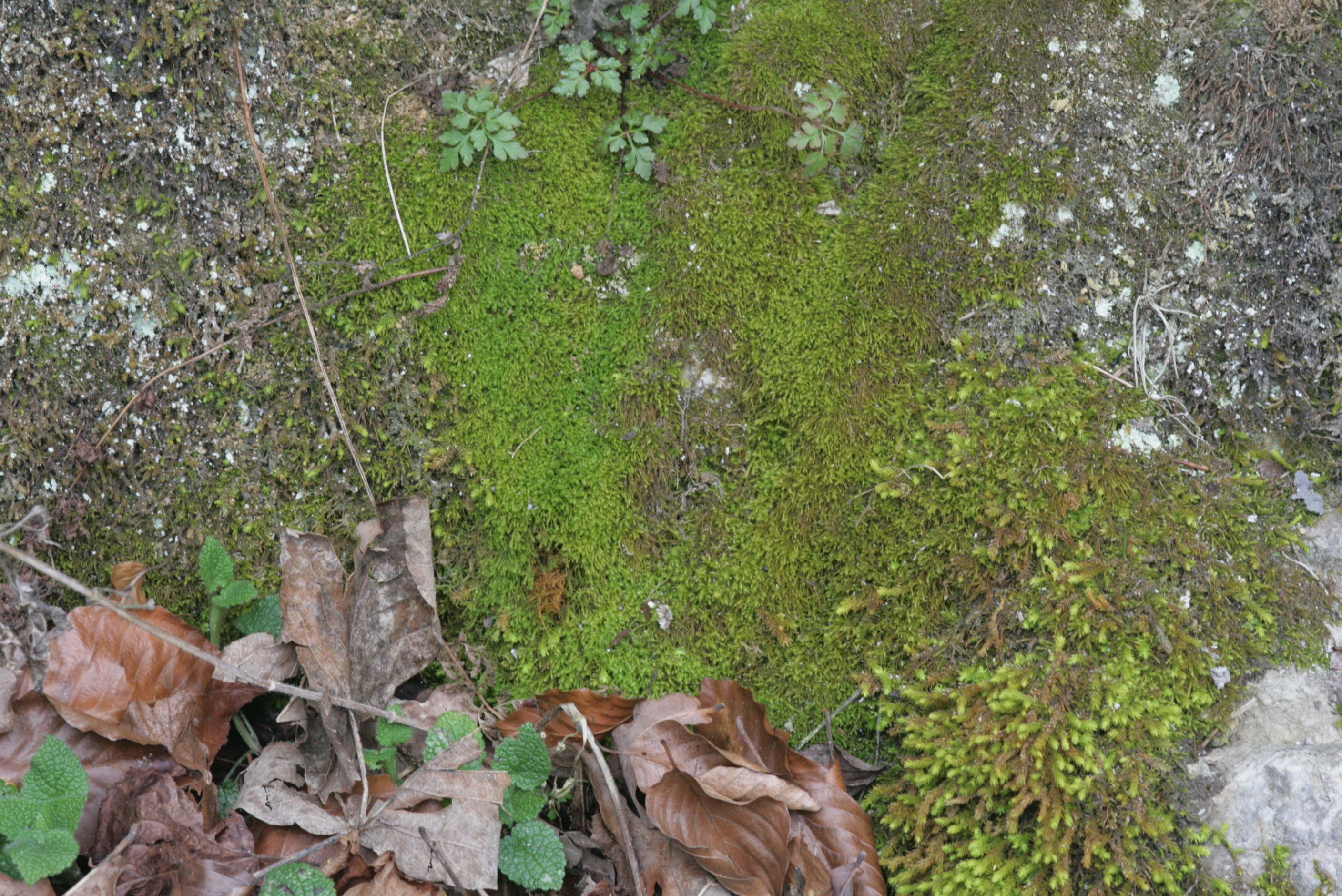